# Vereinigung der Armenischen Evangelischen Kirchen im Nahen Osten
Die Vereinigung der Armenischen Evangelischen Kirchen im Nahen Osten (Union of the Armenian Evangelical Churches in the Near East, UACNE; armenisch Մերձաւոր Արեւելքի Հայ Աւետարանական Եկեղեցիներու Միութիւն, ՄԱՀԱԵՄ) ist eine evangelisch-reformierte Kirchenunion armenischer Sprache. Ihr Sitz ist in Beirut.

## Geschichte

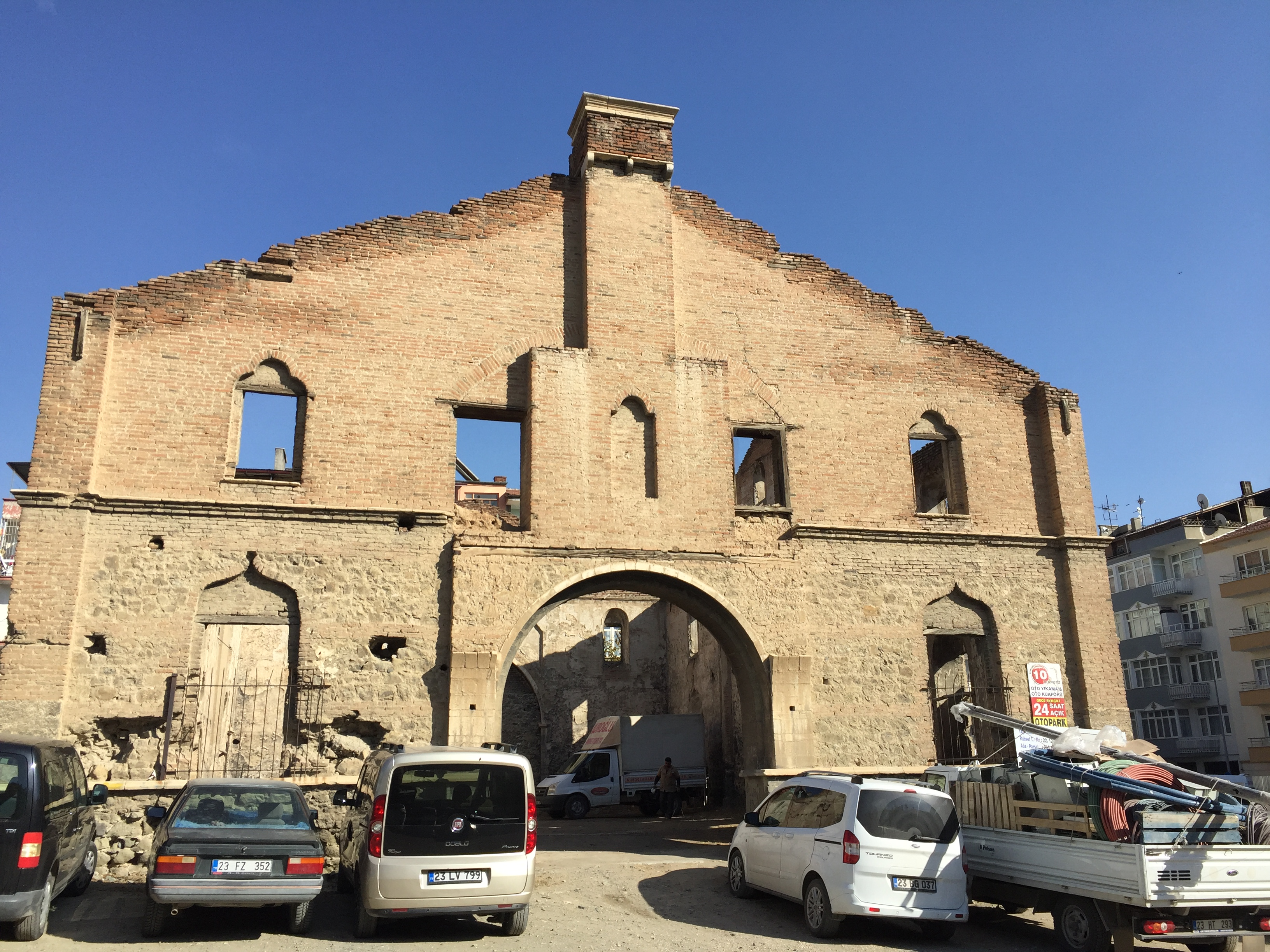
Ruine der armenisch-evangelischen Kirche in Elâziğ (Türkei)

Die Armenisch Evangelische Kirche ging aus einer Reformbewegung innerhalb der Armenischen Apostolischen Kirche hervor. Bertold Spuler vermutet, dass ihre Wurzeln in der heterodoxen frühmittelalterlichen Gruppe der Thondrakier liegen, die im Untergrund überlebt hatte und im 19. Jahrhundert wieder in der Öffentlichkeit in Erscheinung trat. Die Angehörigen dieser Gruppe wandten sich in Folge der Tätigkeit protestantischer Missionare dem Reformiertentum zu. 1850 wurde die Armenische Evangelische Kirche von den osmanischen Behörden als eigene religiöse Organisation im Rahmen des Millet-Systems anerkannt. Die gemeinsame Erfahrung der Pogrome von 1895/96 führte zu einer Annäherung zwischen evangelischen Armeniern und Angehörigen der Armenischen Apostolischen Kirche. Vor dem Ersten Weltkrieg gehörten 50.000 bis 60.000 Christen im ganzen Osmanischen Reich dieser Kirche an. Der Völkermord an den Armeniern traf auch die Armenische Evangelische Kirche schwer. Rund 30.000 armenisch-evangelische Flüchtlinge erreichten Griechenland und Syrien, von wo viele in weitere Länder weiterreisten. In den 1920er Jahren reorganisierten sich die verbliebenen Gemeinden in Syrien und im Libanon.

## Kirchliches Leben
Der UACNE gehören neun Kirchen mit zusammen 25 Gemeinden in folgenden Staaten an: Syrien, Libanon, Türkei, Griechenland, Ägypten, Iran und Australien. Ihre Bekenntnisgrundlagen sind das Apostolische Glaubensbekenntnis, das Bekenntnis von Nicäa und der Heidelberger Katechismus. Die Zahl der Gemeindeglieder wird mit insgesamt 9500 angegeben. Es gibt 19 ordinierte Geistliche (Männer und Frauen). Sowohl Kinder- als auch Erwachsenentaufe werden praktiziert; das Abendmahl wird monatlich gefeiert. Da sie eine Kirche kongregationalistischen Typs ist, haben die einzelnen Gemeinden in der UACNE weitgehende Selbstbestimmung. Sie entsenden Delegierte zu der jährlich tagenden Synode. Diese wählt ein 12-köpfiges Präsidium.
Kirchengebäude der UACNE
| Bild | Ort        | Staat        | Gemeindegründung | Kirchenbau                                                      | Beschreibung |
| ---- | ---------- | ------------ | --- | --------------------------------------------------------------- | --- |
|      | Aleppo     | Syrien       | 1923 Bau der gegenwärtigen Immanuel-Kirche im Stadtteil Azizieh; eine Vorgängerkirche wurde 1852 in der Altstadt von Aleppo errichtet. | Immanuelkirche                                                  | Der Kirchenbau wurde 2016 durch Kriegseinwirkung beschädigt und 2018 restauriert.                                                          |
|      | Aleppo     | Syrien       | 1923 | Bethel-Kirche                                                   | Die Gemeindeglieder waren größtenteils Deportierte aus Marash in Kilikien.                                                                 |
|      | Aleppo     | Syrien       | 1922 | Christuskirche                                                  | |
|      | Aleppo     | Syrien       | 1931 | Märtyrer-Kirche                                                 | |
|      | Alexandria | Ägypten      | 19. Jahrhundert | 1949                                                            | |
|      | Anjar      | Libanon      | 1941 |                                                                 | Die Gemeindeglieder stammten vom Musa Dagh.                                                                                                |
|      | Athen      | Griechenland | | 1928 Kirchengebäude und Schule im Stadtteil Kokkinia            | |
|      | Bagdad     | Irak         | 2004 |                                                                 | 2008 wurde der Kirchenbau im Bürgerkrieg teilweise zerstört, aber wieder aufgebaut.                                                        |
|      | Beirut     | Libanon      | | 1931 Bau der Kirche im Stadtteil Ashrafieh                      | |
|      | Beirut     | Libanon      | | 1934 Bau der Kirche Nor Marash im Stadtteil Bourj Hammoud       | |
|      | Beirut     | Libanon      | | 1959 Fertigstellung der „Ersten Armenisch-Evangelischen Kirche“ | Die Gemeinde entstand durch Fusion zweier Flüchtlingsgemeinden, die sich in den 1920er Jahren in Vororten Beiruts gegründet hatten.        |
|      | Istanbul   | Türkei       | 1846 | 1904 Bau des Kirchengebäudes im Stadtteil Pera                  | Es gibt eine weitere Gemeinde im Stadtteil Gedik Paşa, die 1850 gegründet wurde                                                            |
|      | Kessab     | Syrien       | 1853 | 1970                                                            | Es gibt in den Nachbardörfern Ekiz Olouk (Keorkuneh) und Kaladouran weitere Predigtstätten, die zu dieser Gemeinde gehören.                |
|      | Sydney     | Australien   | 1966 | 1996 Fertigstellung des Kirchenbaus im Stadtteil Willoughby.    | |
|      | Teheran    | Iran         | 1876 | Surp-Hovhannes-Kirche im Stadtteil Mirza Shirazi                | Es gibt zwei weitere Kirchengebäude in Teheran, die Hokeshounch-Kirche im Stadtteil Majidieh und die Shnorhali-Kirche im Stadtteil Zakesh. |

In Anbetracht ihrer relativ geringen Mitgliederzahl ist die UACNE sehr stark im Bildungssektor engagiert. Sie betreibt 23 Schulen, vier Hochschulen und die Haigazian-Universität. Gemeinsam mit dem armenisch-orthodoxen und dem armenisch-katholischen Katholikat betreibt die UACNE zwei Altersheime (Aleppo und Beirut) und ein Sanatorium.

## Mitgliedschaften
Die UACNE ist Mitglied des Ökumenischen Rats der Kirchen, der Weltgemeinschaft Reformierter Kirchen und des Middle East Council of Churches. Sie steht im Austausch mit den armenischen evangelischen Diasporakirchen weltweit.